# Eurhomalea
Eurhomalea је род морских шкољки из породице Veneridae, тзв, Венерине шкољке.

## Врсте
Према WoRMS
- Eurhomalea exalbida (Dillwyn, 1817)
- Eurhomalea lenticularis (Broderip & G. B. Sowerby I, 1835)
- Eurhomalea ninfasiensis (del Rio, 1997) †
- Eurhomalea rufa (Lamarck, 1818)
- Eurhomalea salinensis Ramorino, 1968